# Judyta i Holofernes (rzeźba Donatella)
Judyta i Holofernes – rzeźba z brązu wykonana przez Donatella w latach 1457–1464. Znajduje się w zbiorach Palazzo Vecchio we Florencji.
Rzeźba mierzy 236 cm wysokości bez podstawy. Postacie ukazano w kontraście. Judyta stoi nad zwaloną postacią zabitego Holofernesa. W przeciwieństwie do poprzednich dzieł przedstawiających biblijną scenę zgładzenia Holofernesa, Donatello nie skupił się na fizycznej grozie czynu dokonanego przez Judytę. Kobieta została ukazana jako postać tragiczna, która chcąc ratować swój lud złamała przykazanie o niezabijaniu.
Jest to jedno z ostatnich dzieł Donatella. Zleceniodawcą rzeźby była rodzina Medyceuszy. Prawdopodobnie posąg miał stanowić metaforę rządów Medyceuszy we Florencji. Dzieło miało stanowić uzupełnienie do Dawida Donatella, również przedstawiający scenę pokonania tyrana. Pierwotnie rzeźba stała na Piazza della Signoria we Florencji. W 1504 roku dzieło zostało przeniesione do Palazzo Vecchio. Na jej miejscu stanął Dawid Michała Anioła, symbolizujący zwycięstwo Republiki Florenckiej. Zamiana rzeźb na Piazza della Signoria spotkała się z niezadowoleniem ze strony sympatyków poprzednich władz.
Rzeźba pierwotnie była złocona.